# Joshua Garnett
Joshua Samuel Garnett (Auburn, 21 febbraio 1994) è un giocatore di football americano statunitense che milita nel ruolo di offensive guard per i Washington Football Team della National Football League (NFL).

## Carriera universitaria
Garnett al college giocò a football con gli Stanford Cardinal dal 2012 al 2015. Nell'ultima stagione fu premiato come All-American e vinse l'Outland Trophy come miglior interior lineman del college football.

## Carriera professionistica

### San Francisco 49ers
Garnett fu scelto come 28º assoluto nel Draft NFL 2016 dai San Francisco 49ers.

## Statistiche
| Partite totali      | 15 |
| Partite da titolare | 11 |